# Aéroport de San Salvador (Bahamas)

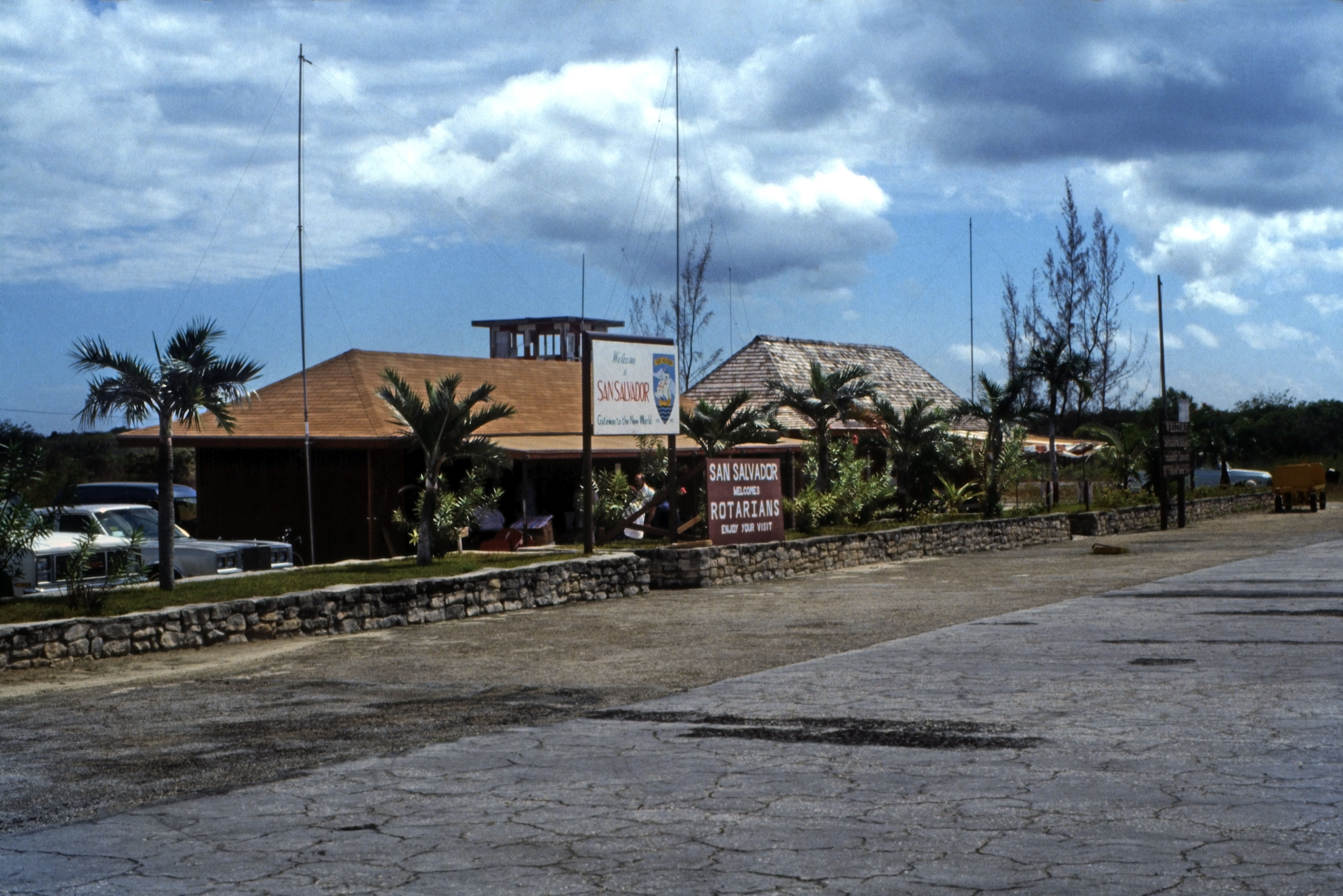
L'aéroport de san Salvador aux Bahamas

L'aéroport de San Salvador (code IATA : ZSA • code OACI : MYSM), aussi connu sous le nom d'Aéroport de Cockburn Town Airport, est un aéroport desservant San Salvador, Bahamas.
Cet aéroport est l'un des rares aux Bahamas qui a un instrument de cote d'atterrissage pour les avions, et ainsi, les avions peuvent atterrir après le coucher officiel du soleil (avec l'autorisation locale de l'aviation civile).
Le principal transporteur est la compagnie nationale Bahamasair, qui a des vols quotidiens vers Nassau. Le Club Med, un grand hôtel sur l'île, a aussi des vols charters vers Paris, Montréal et New York.

## Situation
| Marsh Harbour Treasure Cay Andros Town South Andros Mangrove Cay San Andros Chub Cay South Bimini Arthur's Town New Bight Crooked island Governor's Harbour North Eleuthera Rock Sound Exuma Staniel Cay Grand Bahama Matthew Town Deadman's Cay Stella Maris Mayaguana Nassau San Salvador |

## Compagnies aériennes et destinations
| Compagnies                          | Destinations                                              |
| ----------------------------------- | --------------------------------------------------------- |
| Air Canada                          | Montréal (P.-E.-Trudeau)                                  |
| Air Caraïbes                        | En saison : Paris-Orly                                    |
| Air Sunshine                        | Fort Lauderdale-Hollywood                                 |
| Air Transat                         | Charter : Montréal (P.-E.-Trudeau)                        |
| American Airlines                   | Seasonal: Miami                                           |
| American Eagle (compagnie aérienne) | Seasonal: Miami                                           |
| Bahamasair                          | Deadman's Cay (en), Stella Maris (en), Nassau L. Pindling |

## Accidents et incidents
- Le 2 mars 1973, le Douglas C-47 N6574 de Arute International Air a dépassé la piste d'atterrissage, et a été endommagé au-delà de la réparation d'ordre économique. La cause était une erreur du pilote dans un atterrissage fait vent arrière. L'avion effectuait un vol charter international en provenance de l'Aéroport International de Miami, États-Unis[1].